# جس وید
جسیکا آلیس فاینمن وید (انگلیسی: Jessica Alice Feinmann Wade) شناخته‌شده با نام جس وید؛ فیزیک‌دان بریتانیایی است. زمینه تحقیقات وی دیودهای گسیل نور ارگانیک پلیمری است. او درحال حاضر، پژوهشگر کالج سلطنتی لندن و آزمایشگاه Blackett است. او حالا مشغول فعالیت های عمومی در زمینه ی مهندسی، ریاضیات و تکنولوژی است. از دیگر فعالیت های او، میتوان به تلاش برای برقراری برابری جنسیتی در علم نام برد. جس وید،حدود ۳۰۰ صفحه از زنان موفق و دانشمند در ویکی‌پدیا ساخته تا دختران را تشویق به یادگیری علم کرده و آنان را به خودباوری برساند. وی در سال ۲۰۱۸ برنده ی مدال "دفنی جکسون" از انستیتو فیزیک شد.